# Eriopyga janeira
Eriopyga janeira är en fjärilsart som beskrevs av William Schaus 1898. Eriopyga janeira ingår i släktet Eriopyga och familjen nattflyn. Inga underarter finns listade i Catalogue of Life.